# Bingerwiese
Koordinaten: 49° 55′ 11″ N, 8° 6′ 8″ O

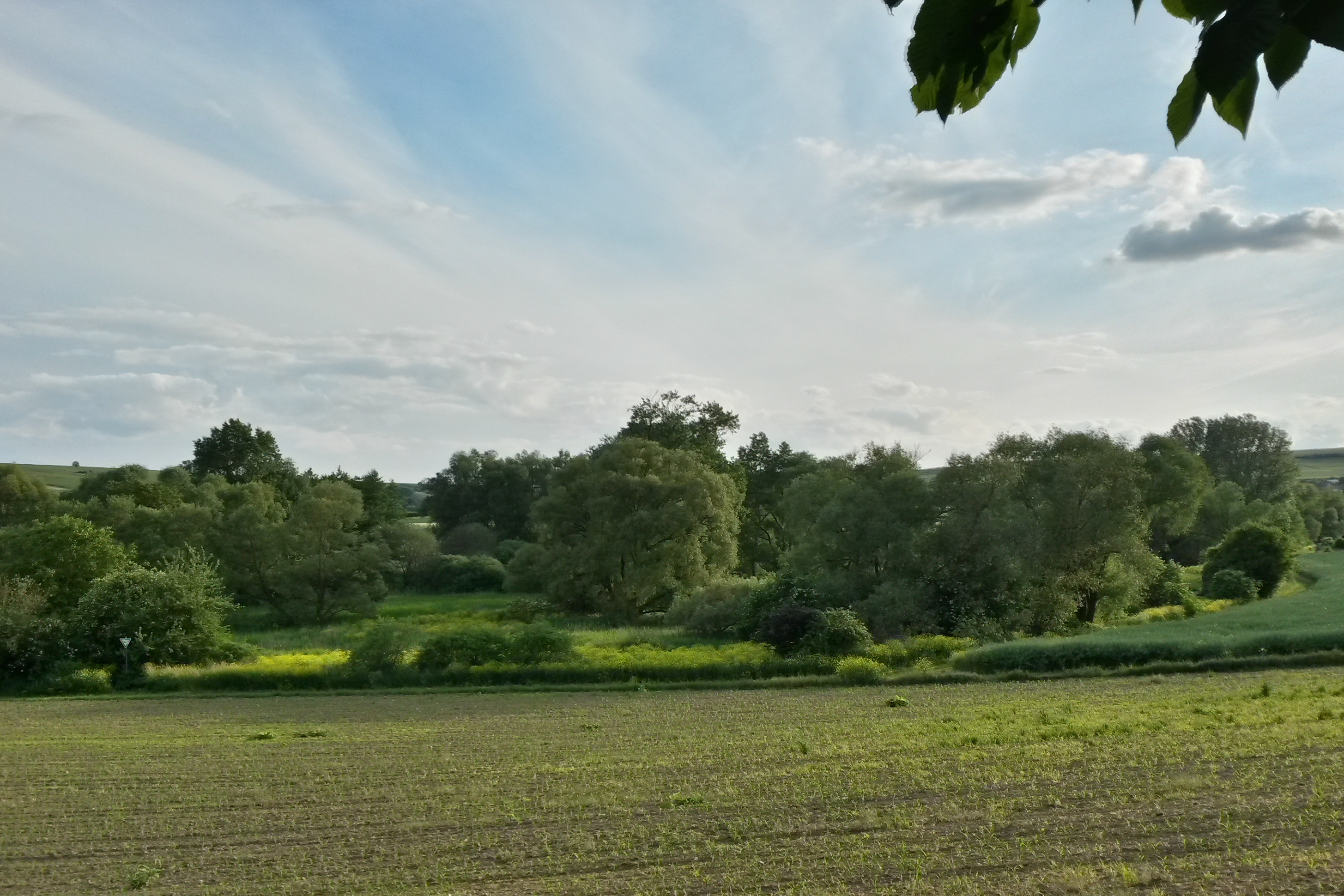
Naturschutzgebiet Bingerwiese (Mai 2015)

Das Naturschutzgebiet Bingerwiese liegt im Landkreis Mainz-Bingen in Rheinland-Pfalz. Das 12 ha große Gebiet, das im Jahr 1990 unter Naturschutz gestellt wurde, erstreckt sich südöstlich der Ortsgemeinde Schwabenheim an der Selz entlang der Selz. Nordöstlich verläuft die Landesstraße L 428.